# Nosema ceranae
Nosema ceranae es un hongo microsporidio parásito unicelular, originario de Apis cerana pero que a partir del 2004 se detectó en España que afecta a las abejas melíferas Apis mellifera. Es causante de la enfermedad denominada nosemosis que ataca las abejas adultas. Es posible que contribuya al problema de colapso de colonias.
En el año 2004 analizaron más de tres mil muestras en España, arrojando resultados positivos en el 90 % de los análisis. En el 2005 sobre ochocientas muestras, el 97 % arrojó valores positivos.
La enfermedad causa pérdida de abejas (despoblación) con la consecuente pérdidas en producción de miel. No se detecta síntomas de diarrea como en Nosema apis, pero hay un evidente problema de colapso de colonias en mayor o menor grado o medida.
Las esporas de Nosema tienen gran resistencia a las temperatura extremas y a la deshidratación. Durante el año 2006 Francia y Alemania han detectado la enfermedad y reconocido la secuencia genética de Nosema ceranae en sus respectivos territorios.